# 足利義尋
足利 義尋（あしかが ぎじん）は、安土桃山時代から江戸時代初期にかけての武将・僧。足利義昭の嫡子。出家後は義尊、得度して義尋、還俗後に高山と号す。一般的には義尋の名で知られる。

## 略歴
元亀3年（1572年）、室町幕府15代将軍・足利義昭の子として誕生。
庶出であったが、父の義昭には正室はいなかったので嫡子とされ、将軍家の後嗣として養育された。しかし、父・義昭が織田信長と対立したことで織田軍の攻撃を受けて降伏（槇島城の戦い）、義昭は追放され、義尋は人質として信長に預けられると、わずか1歳で出家させられた。一方で史料では「公家は大樹（将軍）若公御上洛と言った」と記述されており、これは信長が義尋を義昭に代わって将軍に擁立し、信長がその上位に立つ構想を持っていたが、朝廷は信長の強大化を嫌い拒否したとする見方がある。事実、義昭の引き取り交渉に訪れた安国寺恵瓊を通じて毛利氏に対し、「来年からの年頭儀礼は義昭の子である義尋にするべきだ」と伝えており（吉川家文書）、義昭を追放したことで組織としての室町幕府は事実上消滅したが、名目上も幕府機構を完全に消し去ってしまうと反織田勢力に名分を与えてしまうため、一定の格式を義尋に与える意図があったと推察される。
大乗院門跡となり、興福寺の大僧正にまでなるが、のちに還俗して足利高山（あしかが たかやま）と号した。古市胤子を妻に迎えたとされ、2人の子を儲けて、それぞれ実相院門跡と円満院門跡の大僧正となったといわれる。また、2子は道光法親王の異父兄にあたる。
慶長10年（1605年）、死去。子らは、女人を断ち子をもうけなかったため、足利家嫡流は断絶したとされる。
なお、義尋の子の系譜をめぐって諸説あり、「足利市史 上巻」所収の『坂本氏系図』では義尋や永山義在が登場せず、『鹿児島県史料　旧記雑録拾遺 伊地知季安著作史料集三』の『永山氏系図』で、義尋の子とされる実相院義尊や円満院常尊を一色義喬の弟で義昭の子と表記されている。義尊や常尊を義昭の子と記述する系図は、奥野高広は『系図纂要』にも見られるとしている。ただし『永山氏系図』では、義尋は僧でありながら子供をもうけた罪で寺を追い出されたとされている。それが原因で不埒者の義尋が『坂本氏系図』より削除されているために、同系図で義尊や常尊、義喬が義昭の子のように記述された可能性がある。このために実は一色義喬は「義昭の孫、義尋の私生児」の可能性も少なからずあるが、客観的な史料はない。

## 系譜
- 父：足利義昭
- 母：さこの方
- 室：胤子（後に後陽成天皇後宮）
  - 子：実相院義尊（1601年 - 1661年）
  - 子：円満院常尊（1604年 - 1671年）